# 野獣 (映画)
『野獣』（Fauve）は、ジェレミー・コント監督・脚本による2018年のカナダの短編ドラマ映画である。露天掘鉱山付近で遊ぶうちに暴走する2人の少年が描かれる。日本では第9回マイ・フレンチ・フィルム・フェスティバルで公開された。
撮影はケベック州セトフォード・マインズ近郊で行われた。
第91回アカデミー賞短編映画賞にノミネートされた。